# James McBratney
James McBratney, detto Jimmy o Jimmy from Queens (Queens, 17 novembre 1941 – Staten Island, 22 maggio 1973), è stato un criminale statunitense di origini irlandesi attivo a New York negli anni '60 e '70, noto per il suo coinvolgimento in rapimenti a scopo di estorsione ai danni di membri della criminalità organizzata.
La sua uccisione nel 1973 da parte di affiliati della famiglia Gambino segnò un punto di svolta nella storia della mafia newyorkese, contribuendo all'ascesa di John Gotti.

## Carriera criminale
Nato nel 1941 nel Queens da genitori cattolici originari dell'Irlanda del Nord, McBratney iniziò la sua carriera criminale con rapine a mano armata, che lo portarono a scontare una pena nel carcere di Green Haven. Durante la detenzione, conobbe Eddie "Crazy" Maloney, con cui instaurò una lunga collaborazione criminale. Dopo il rilascio, McBratney si dedicò al traffico d'armi, rapine e, soprattutto, a rapimenti a scopo di estorsione.
Tra il 1972 e il 1973, McBratney e la sua banda - composta da Maloney, Warren Schurman e Thomas Genovese - rapirono diverse figure legate alla mafia, tra cui Frank Manzo e Emanuel Gambino, nipote del boss Carlo Gambino. Il rapimento di Emanuel si concluse tragicamente con la sua morte, evento che scatenò la vendetta della famiglia Gambino.

## Morte
L'uccisione di Emanuel Gambino portò Carlo Gambino a ordinare l'eliminazione di McBratney. Il compito fu affidato a Ralph Galione, John Gotti e Angelo Ruggiero. Il 22 maggio 1973, i tre si presentarono al bar Snoope's di Staten Island, fingendosi agenti di polizia per attirare McBratney all'esterno. Quando McBratney chiese di vedere un distintivo, Galione sparò un colpo in aria, scatenando il panico. Ne seguì una colluttazione durante la quale Galione sparò tre volte a McBratney, uccidendolo sul colpo.

## Conseguenze
Dopo l'omicidio, Ruggiero e Galione furono identificati e arrestati. Gotti, inizialmente non riconosciuto, fu successivamente incriminato grazie a informazioni fornite da un informatore dell'FBI. Nel 1975, Gotti e Ruggiero si dichiararono colpevoli di omicidio colposo e furono condannati a quattro anni di carcere. Dopo il rilascio nel 1977, furono ufficialmente "fatti" (made) membri della famiglia Gambino, segnando l'inizio dell'ascesa di Gotti all'interno dell'organizzazione.